# Mala (langue)
Le mala est une langue papoue parlée en Papouasie-Nouvelle-Guinée, dans la province de Madang.

## Classification
Le mala est un des nombreux membres de la famille des langues croisilles, une des groupes des langues madang.

## Phonologie
Les  voyelles du mala sont :

### Voyelles
|         | Antérieure | Postérieure |
| ------- | ---------- | ----------- |
| Fermée  | i [i]      | u [u]       |
| Moyenne | e [e]      | o [o]       |
| Ouverte |            | ɑ [ɑ]       |

### Consonnes
Les consonnes du maiani sont :
|            |          | Bilabiales | Alvéolaires | Vélaires |
| ---------- | -------- | ---------- | ----------- | -------- |
| Occlusives | Sourde   | p [p]      | t [t]       | k [k]    |
| Occlusives | Sonore   | b [b]      | d [d]       | g [g]    |
| Occlusives | Sonore   | mb [m͡b]    | nd [n͡d]     | ŋg [ŋ͡g]  |
| Fricative  | Sourde   |            | s [s]       |          |
| Fricative  | Sonore   | β [β]      |             |          |
| Nasale     | Nasale   | m [m]      | n [n]       | ŋ [ŋ]    |
| Latérale   | Latérale |            | l [l]       |          |
| Roulée     | Roulée   |            | r [r]       |          |

## Écriture
Le mala s'écrit avec l'alphabet latin.
| Caractère     | Caractère | Caractère | Caractère | Caractère | Caractère | Caractère | Caractère | Caractère | Caractère | Caractère | Caractère | Caractère | Caractère | Caractère | Caractère | Caractère | Caractère | Caractère | Caractère |
| ------------- | --------- | --------- | --------- | --------- | --------- | --------- | --------- | --------- | --------- | --------- | --------- | --------- | --------- | --------- | --------- | --------- | --------- | --------- | --------- |
| a             | b         | d         | e         | g         | i         | k         | l         | m         | mb        | n         | nd        | ng        | o         | p         | r         | s         | t         | u         | v, w      |
| Prononciation |           |           |           |           |           |           |           |           |           |           |           |           |           |           |           |           |           |           |           |
| ɑ             | b         | d         | e         | g         | i         | k         | l         | m         | m͡b        | n         | n͡d        | ŋ, ŋ͡g     | o         | p         | r         | s         | t         | u         | β         |

## Sources
- (en) Jean May, 2011, Mala Organized Phonological Data, manuscrit, Ukarumpa, SIL International.